# Душан Маравић
Душан Маравић (Енжу Женисја, 7. март 1939 — 6. јануар 2025) био је српски фудбалер и репрезентативац Југославије.

## Каријера
Рођен је у Француској, пошто је његов отац радио у селу Енжу Женисја у близини границе са Швајцарском. После Другог светског рата његова породица се вратила у Југославију, настанила се у Бајмоку, месту близу Суботице. Прве фудбалске кораке направио је у локалном клубу Раднички Бајмок када је имао шест година, а десет година касније придружио се познатијем клубу Спартаку из Суботице. Године 1958. постао је члан београдске Црвене звезде. Играо је шест година у Звезди, и за то време је одиграо 232 службена меча, постигавши 82 гола. Био је члан А репрезентације Југославије у седам наврата и постигао је три гола. Освајач је златне медаље на Олимпијским играма 1960. у Риму. У иностранству је наступао углавном за француске клубове.
Након играчке каријере, дуги низ година био је секретар Комисије за међународне послове у ФСЈ и члан Извршног одбора УЕФА и ФИФА.
Од 1986. године био је члан Међуклупске комисије Уефе и делегат на око 200 утакмица, укључујући и финале Купа шампиона у Штутгарту 1988. године, када је холандски ПСВ бољим извођењем једанаестераца савладао Бенфику (0:0/6:5).